# برایانا دیوی
برایانا دیوی (انگلیسی: Brianna Davey؛ زادهٔ ۱۳ ژانویهٔ ۱۹۹۵) بازیکن فوتبال، و بازیکن فوتبال استرالیایی اهل استرالیا است.
از باشگاه‌هایی که در آن بازی کرده‌است می‌توان به باشگاه فوتبال لینشوپینگ اشاره کرد.